# Šabakové
Šabakové jsou etnicko-náboženská komunita, která obývá především vesnice Ali Rash, Khazna, Yangidja a Tallara v Sindžarském distriktu Ninivského guvernorátu v Iráku. Mluví šabačtinou, která náleží k íránským jazykům a je podobná kurdským jazykům Gorani a Zazaki.

## Historie
Šabakové pravděpodobně přišli do oblasti z Persie v 16. století. Za vlády Saddáma Husajna čelili deportacím během operace al-Anfal, nucené asimilaci a arabizaci, po jeho pádu v roce zase trpí útoky sunnitských extremistů, pro které je guvernorát Ninive základnou.

## Šabakismus
Náboženství Šabaků (šabakismus) je synkretické, obsahuje prvky islámu i křesťanství, jakož i kurdských náboženství alevismu, jezídismu a jarsanismu. Šabakové konají poutě do jezídských svatyní. Nominálně se však hlásí k šíitskému islámu. Kombinují prvky súfismu s vlastní interpretací božské reality, což jim dovoluje vykládat Korán méně doslovně než to dělá šaría. Praktikují veřejnou a soukromou zpověď a smějí pít alkohol. Šabačtí duchovní vůdci, kteří jsou zběhlí v rituálech a modlitbách, se nazývají pirové. Ti následují nejvyššího vůdce zvaného Baba. Jejich posvátná kniha, Buyruk (arabsky Kitáb al-Manaqib) je napsaná v dialektu jižní ázerbájdžánštiny. 65% Šabaků jsou šíité a 35% sunnité. Nejslavnější šíitskou svatyní Šabaků je Zeen Al-Abedeen ve vesnici Aii Rash.